# Juhász György (színművész)
Juhász György (Ózd, 1961. április 29. –) magyar színész.

## Életpálya
Ózdon született 1961. április 29-én. 1984-ben színészként diplomázott a Színház- és Filmművészeti Főiskolán. Osztályvezető tanára Simon Zsuzsa volt. Először Nyíregyházára, a Móricz Zsigmond Színház társulatához szerződött. 1993-tól a József Attila Színház tagja volt, 2010-től szabadfoglalkozású színművész. Fellépett többek között a Pódium Színházban, a Zuglói Nyári Színház,  a Leányfalui Szekér Színház, a Rátkai Márton Színházi Műhely előadásain. Szinkronszínészként is sokat foglalkoztatott művész.

## Fontosabb színházi szerepei
- August Strindberg: Julie kisasszony...Jean
- Molière: A fösvény...Valér
- Arthur Kopit: Jaj. apu, szegény apu, beakasztott téged a szekrénybe az anyu s az én pici szívem szomorú...Jonathan
- William Shakespeare: A windsori víg nők...Fenton
- William Shakespeare: A makrancos hölgy...Biondello, Lucentio szolgája, Második színész
- William Shakespeare: Ahogy teszik...Charles, díjökölvívó Frigyes herceg szolgálatában
- Anton Pavlovics Csehov: Cseresznyéskert...Szimeonov-Piscsik
- Csehov!Csehov! (Anton Pavlovics Csehov:Medve; - Leánykérés)...Luka, Popova lakája; Csubukov,Sztyepan Sztyepanovics földbirtokos   (Rátkai Márton Színházi Műhely - Fészek Művészklub Teátrum)
- Szilágyi László - Eisemann Mihály: Miss Amerika...Attkins
- Szigligeti Ede: Liliomfi...Szilvai professzor
- Sólem Aléchem – Joseph Stein – Jerry Bock: Hegedűs a háztetőn...Mótel Kamzojl
- Kacsóh Pongrác: János vitéz...Bagó
- Georges Feydeau: Bolha a fülbe...Poche; Victor Emánuel  Chandebise
- Klaus Mann - Magyar Fruzsina: Mefisztó...Sebastien Bruckner
- Pozsgai Zsolt: A kölyök...Ben; Harry Lamb; vizsgálóbíró; ügyelő
- Trevor Griffiths: Komédiások...George McBrain
- Egressy Zoltán: A "Németh Antal - ügy"...Kárpáti Aurél; Németh László; Barsi tanú; Galamb tanú; Író
- Fejes Endre: Vonó Ignác...Zászlós
- Aszlányi Károly: Amerikai komédia...Huntington
- Szilágyi Andor: Lássuk a medvét!...Fakundó (azaz Jóska, Fiorella/Bözse szerelme)
- Kocsonya Mihály házassága...Bíró (Leányfalui Szekér Színház)
- Romhányi József: Hamupipőke...szakács; takács; ács; kovács
- Fenyő Miklós - Tasnádi István: Made in Hungária...Egy lakó
- Fenyő Miklós - Tasnádi István: Aranycsapat...Pályaedző
- Marcel Achard: A bolond lány...Elie Cardinal, ügyvéd
- Oscar Wilde: Bunbury, avagy Szilárdnak kell lenni...Lane, Algernon inasa
- Alexandre Dumas - Darvas Ferenc - Várady Szabolcs: A három testőr...XIII. Lajos
- Kern András: Spencer...Rendőr, Szobapincér
- Francis Veber: Balfácánt cacsorára...szereplő
- Móricz Zsigmond - Kocsák Tibor - Miklós Tibor: Légy jó mindhalálig!...Gyéres tanár úr
- Mikszáth Kálmán: Különös házasság...Hauer Kanonok
- Molnár Ferenc: Liliom...Kádár István; I. lovasrendőr
- Molnár Ferenc: A Pál utcai fúk...Orvos
- Molnár Ferenc: A farkas...Zágon hadnagy
- Eisemann Mihály: Egy csók és más semmi...Robicsek
- Kellér Dezső - Szilágyi László - Harmath Imre: 3:1 a szerelem javára...Csöpi
- Milan Kundera: Jakab és az ura...Márki, Agáta apja, Ifjú balek
- Ivan Kušan: A Kobra...Dick Gilespie, Unprofor alezredes
- Henrik Ibsen: Nóra...Krogstad, jogtanácsos
- Rejtő Jenő: Vanek úr Afrikában...Královits, kém
- Nagy Ignác - Parti Nagy Lajos: Tisztújítás...Damázsdi, köznemes
- Dés László - Koltai Róbert - Nógrádi Gábor: Sose halunk meg...Priznyák, Pimpi
- Gádor Béla - Tasnádi István: Othello Gyulaházán...Szarka Béla, a minisztériumból
- Jókai Mór: A kőszívű ember fiai...Pál úr
- Jókai Mór - Miklós Tibor - Kocsák Tibor: Szegény gazdagok...Onucz, Sipos ügyvéd, Onucz, Sipos ügyvéd
- Kocsák Tibor - Nagy András: Budapest, te csodás!...szereplő
- Hamvai Kornél: Harmadik figyelmeztetés...Rendőr
- Thuróczy Katalin: Cselédlépcső...Fiatalabb férfi
- Thuróczy Katalin – Arany Tamás: Keszekusza varázspálcája...Keszekusza  (Pódium Színház)
- Claude Magnier: Oscar...Nyikita  (Hadart Művészeti Társulás)
- Terry Johnson: Freud éjszakája avagy Dalí a szekrényben...Yahuda
- Nagy Ignác - Parti Nagy Lajos: Tisztújítás...Damázsdi (köznemes)
- Csukás István - Bergendy István: Süsü, a sárkány...Sárkányfűárus (Hadart Művészeti Társulás)
- Baróti Géza - Dalos Zoltán - Eisemann Mihály: Kiutalt szerelem, avagy mi történik a Bástyasétány 77-ben...Török professzor (Pódium Színház)
- Verebes István: Senki sem tökéletes, avagy nincs, aki hűvösen szereti...I. Gengszter (RAM Kolosszeum)
- Kosztolányi Dezső - Horváth Zsolt Hozsó - Tóth Ádám: Édes Anna...Ficsor
- Elfriede Jelinek: Rohonc, avagy az öldöklő angyal-Tragikomédia a nemzeti lelkiismeretről...szereplő (Tesla Teátrum - Rátkai Márton Színházi Műhely)
- Moravetz Levente: Az őrültek tornya...Tizedes (Zuglói Nyári Színház)
- Örkény István: Pisti a vérzivatarban...Papa

## Filmek, tv
- Színházat játszunk (1982)
- Fekete császár (1983)...Fiú
- A rágalom iskolája (1984)
- A küszöbön (1990)...Sanyika
- Esti Kornél csodálatos utazása (1995)...Neumann
- Beleszülettem a kisebbségi sorba... (1995)
- Kisváros (sorozat, 1995-1998)...Kádas Ernő
- Szomszédok (sorozat)
  - 201. rész (1995)...Jótékonysági munkás
  - 296. rész (1998)...Panni barátja
- Un fils de notre temps (2003)...Katona
- Barátok közt (2003–2004)Simándi úr
- Doktor Balaton (2022)...Futár

## Szinkronszerepei
- Pillangó-hatás, George Miller szerepében, Eric Stoltz
- Fivér, Shirase, Masaya Kato
- Szemtől szemben, Roger Van Zant, William Fichtner
- Az igazság útja, Tyrone, Wendell Wellman
- Barabás, 1961, Pontius Pilátus, Arthur kennedy
- Christian Böck, Rex felügyelő, Heinz Weixelbraun
- Az elítélt, Roberts őrmester, Nick Chinlund
- U-571, Hirsch hadnagy, Jake Weber